# Schwimmkäfer
Die Schwimmkäfer (Dytiscidae) sind eine Familie der Käfer, die weltweit mit etwa 3200 Arten beschrieben ist. Sie kommen in Europa mit 375 Arten und Unterarten vor, davon leben in Mitteleuropa etwa 152 Arten.

## Merkmale
Die Käfer sind kleine (2 mm) bis sehr stattliche (> 40 mm) Tiere von entweder unauffälligem Schwarz, Braun, Rotgelb oder mit farblich variierender Zeichnung aus Bändern, Flecken und Säumen.
Die Dytiscidae kommen weltweit vor allem in pflanzenreichen Gewässern vor; in fast jedem Tümpel, See, Moorgewässer, Fluss, Bach findet man sie, ebenso im Brackwasser und im Grundwasser (hier mit zurückgebildeten Augen), vor allem an Orten mit unbelasteten Gewässern.  
Es sind Käfer von elliptischer, flach gewölbter Körperform mit geschlossener Kontur und glatter Körperoberfläche. Abhängig davon, wie die Arten ihre Beute aufspüren, weist ihr Körper bezüglich des Wasserwiderstandes beträchtliche Unterschiede auf (Suchjäger, Lauerjäger). Die Hinterbeine (Schwimmbeine) der verschiedenen Arten sind in unterschiedlicher Vollendung an die Bewegung im Wasser angepasst. Sie sind abgeflacht und an den Schienen und den fünf Fußgliedern (Tarsen) mit beim Ruderschlag automatisch sich abspreizenden Borsten besetzt. Das Insekt kann sie besser als jeder menschliche Ruderer beim Gegenschlag flachdrehen, weil die Füße um die Längsachse drehbar mit den Schienen verbunden sind. Wenn der Käfer die „Ruder“ nach hinten durchzieht, stehen die Borsten in einer steifen Reihe ab und bieten größtmöglichen Widerstand; holt er zum nächsten Schlag aus, werden die Füße gedreht, und die Borsten liegen flach und behindern so den Vortrieb nicht. Dazu werden die Schwimmbeine gleichzeitig und gleichsinnig bewegt (im Gegensatz zu den linksrechts alternierenden Bewegungen der Schwimmbeine der Wassertreter), während kleinere Arten zusätzlich auch das mittlere Beinpaar benutzen.

## Lebensweise
Die kleinen Schwimmkäferarten brauchen oft über Wochen hinweg nicht an die Wasseroberfläche zu schwimmen, da ihnen der natürliche Pflanzenbewuchs hinreichend Sauerstoff zum Atmen bietet. Die großen Arten dagegen müssen oft auftauchen, um Frischluftvorräte zu schöpfen. Dabei nehmen sie eine ganz charakteristische Stellung ein. Sie „hängen“ sich so an die Wasseroberfläche, dass das Hinterende des Körpers etwas aus dem Wasser ragt und biegen den Hinterleib ein wenig nach unten, so dass zwischen den Flügeldecken und dem Hinterleib eine Öffnung entsteht, durch die der Gasaustausch erfolgt. Die Luft dringt zwischen die zusammengelegten Hautflügel, unter denen sich an den Hinterleibssegmenten die Atemöffnungen (Stigmen) befinden, die in das Trachealsystem münden. Auch die ausgeatmete Luft ist für die Schwimmkäfer wichtig, sie hilft ihnen beim Ausgleich der hydrostatischen Unterschiede in den verschiedenen Tiefen. Die Menge der aufgenommenen Luft ist so eingestellt, dass der Körper annähernd das spezifische Gewicht des Wassers besitzt.
Die Larven der Dytiscidae heften sich unter Zuhilfenahme besonderer Hinterleibsanhänge und des letzten Abdominalsegmentes an die Wasseroberfläche und nehmen über das hintere Stigmenpaar atmosphärische Luft in ihre großen Tracheenstämme auf.
Viele Schwimmkäfer sind gute Flieger und sie können so bei Nahrungsmangel oder austrocknendem Tümpel den Aufenthaltsort wechseln. Die Ausbreitung der Arten und die Besiedlung neuer Gewässer geschieht vor allem auf dem Luftweg.
Zur Regelung des Auftriebs dient auch das Ausmaß der Füllung (mit Wasser oder Kot) eines Enddarmblindsacks (Rectumampulle). Dieses schlauchartige Gebilde ermöglicht eine Gewichtsänderung, die besonders für den Übergang aus dem Wasser in die Luft und umgekehrt sehr wichtig ist. Bei leerer Rectumampulle hat der Käfer nach längeren Flügen erhebliche Schwierigkeiten ein- und unterzutauchen. Erst nach kräftigem Wasserschlucken gelingt ihm dies. Kleinere Dytisciden haben ein kompliziertes, instinktiv ablaufendes Bewegungsmuster entwickelt, um die Oberflächenspannung des Wassers, die für sie ein erhebliches Hindernis darstellt, zu überwinden.
Als Fleischfresser erbeuten Käfer und Larven Kaulquappen, Fischbrut, Insektenlarven, andere kleine Wasserbewohner und auch Aas. Während der Käfer seine Beute auffrisst, haben die Larven die extraintestinale Verdauung von ihren laufkäferartigen Vorfahren ererbt. Sie können weder kauen noch schlucken. Ihre scharfen, zangenartigen Mandibeln sind von einem feinen Kanal durchzogen, der nahe der Mandibelspitze nach außen mündet. Schlägt die Larve ihre Oberkiefer in ein Opfer, so wird augenblicklich durch den Kanal ein trypsinhaltiges Verdauungssekret injiziert, was zu einer schnellen Lähmung und zur Einleitung der Vorverdauung der Beute führt. Der verflüssigte Körperinhalt der Beutetieres wird danach aufgesaugt.
Die Schwimmkäfer besitzen in der Vorderbrust und im Hinterleib paarige, oft sehr komplexe Drüsen, die arttypische Wehrstoffe und Sekrete in unterschiedlichen Kombinationen produzieren. Diese wirken entweder fraßhemmend, betäubend, toxisch (Abwehr), antimikrobiell (gegen Bakterien- und Algenbefall des Käferkörpers), fungizid (gegen Pilzbefall) oder benetzend. Die benetzende Wirkung ihrer Sekrete erleichtert kleinen Schwimmkäferarten das Abtauchen.
Die Geschlechter unterscheiden sich bei vielen Arten recht deutlich voneinander (Geschlechtsdimorphismus). Die Männchen besitzen stark verbreiterte, an der Unterseite mit unterschiedlich großen Saugnäpfen versehene Vorderfußglieder, während die Flügeldecken der Weibchen häufig stark gerippt sind.
Nach der unter Wasser erfolgten Begattung werden die Eier je nach Art entweder an pflanzliches Substrat geklebt, mit einem Legeapparat oberflächlich in Pflanzengewebe geschoben oder mit einem kräftigen Legebohrer tiefer in eine Pflanze versenkt.
Die Larven leben stets im Wasser und durchlaufen drei Entwicklungsstadien. Zur Verpuppung verlassen die Larven der meisten Arten das Wasser und graben sich Erdhöhlen. Bei der Fortbewegung an Land beißen sie sich mit ihren Mandibeln im Boden fest und ziehen den Körper nach. Abhängig von der Temperatur schlüpfen die Käfer nach zwei bis fünf Wochen, um dann zu überwintern.
Es gibt unter ihnen einige recht langlebige Arten, die sogar mehrere Jahre Gefangenschaft überlebten.

## Systematik

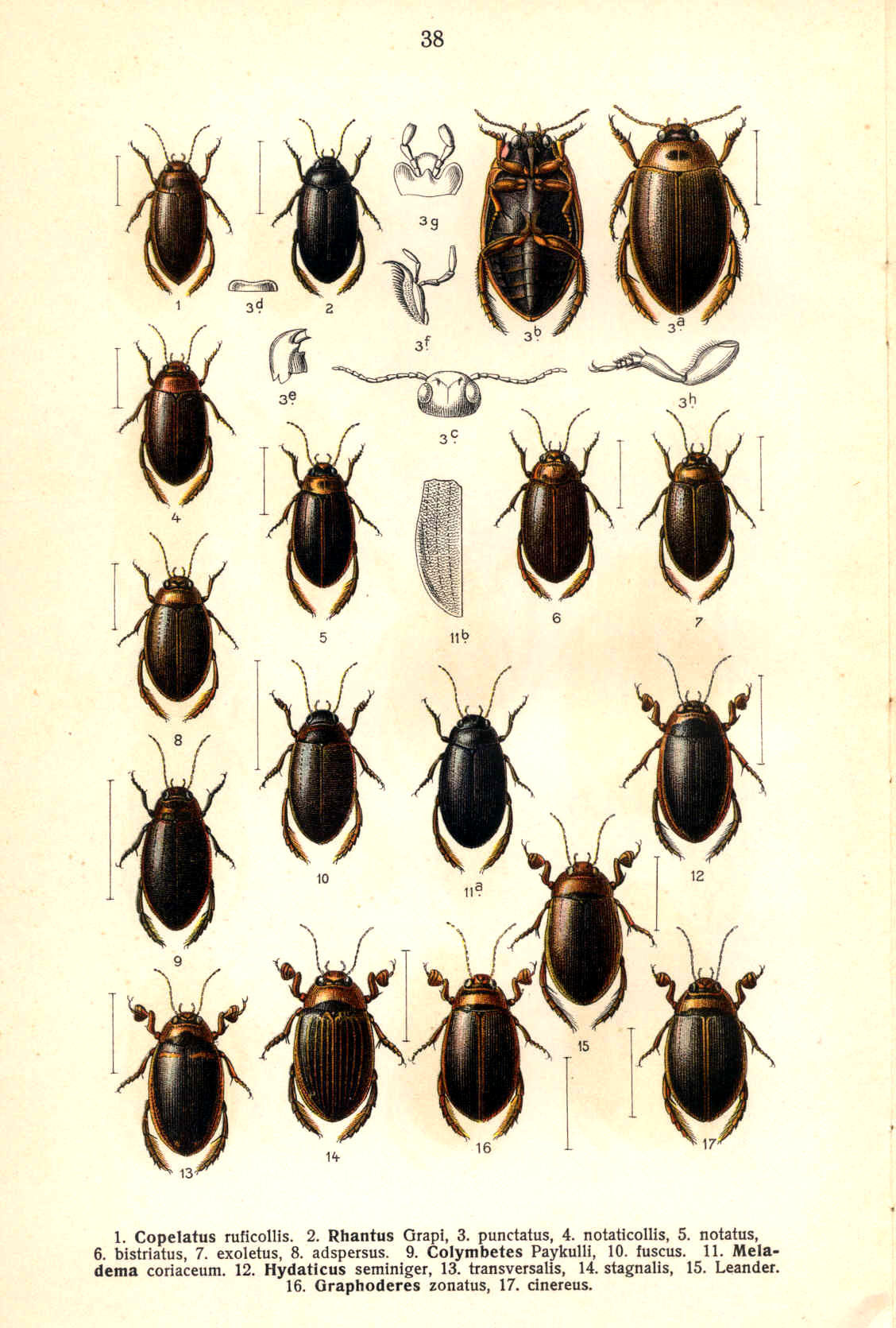
Verschiedene Arten der Gattungen Colymbetes, Copelatus, Meladema, Hydaticus, Rhantus und Graphoderus

Europäische Unterfamilien und Gattungen der Schwimmkäfer mit ausgewählten Arten:
- Agabinae
  - Agabus
    - Agabus bipustulatus

  - Ilybius
    - Ilybius quadriguttatus

  - Platambus
    - Gefleckter Schnellschwimmer (Platambus maculatus)
- Colymbetinae
  - Colymbetes
    - Gemeiner Teichschwimmer (Colymbetes fuscus)

  - Meladema
  - Melanodytes
  - Rhantus
    - Schwarzbauchiger Runzelflügel-Tauchkäfer (Rhantus bistriatus)
    - Gesprenkelter Tauchschwimmkäfer (Rhantus consputus)
    - Rhantus exsoletus
    - Rhantus grapii
    - Rhantus latitans
    - Rhantus notatus
    - Rhantus suturalis
- Copelatinae
  - Copelatus
- Dytiscinae
  - Acilius
    - Acilius canaliculatus
    - Gemeiner Furchenschwimmer (Acilius sulcatus)

  - Cybister
    - Gaukler (Cybister lateralimarginalis)

  - Dytiscus
    - Dytiscus circumflexus
    - Dytiscus dimidiatus
    - Breitrand (Dytiscus latissimus)
    - Gelbrandkäfer oder Gemeiner Gelbrand (Dytiscus marginalis)
    - Schwarzbauch (Dytiscus semisulcatus)

  - Eretes
  - Graphoderus
    - Gelbbindiger Breitflügel-Tauchkäfer (Graphoderus austriacus)
    - Schmalbindiger Breitflügel-Tauchkäfer (Graphoderus bilineatus)
    - Graphoderus cinereus
    - Graphoderus zonatus

  - Hydaticus
    - Hydaticus seminiger
    - Hydaticus transversalis
- Hydroporinae
  - Bidessus
    - Bidessus unistriatus

  - Deronectes
  - Graptodytes
  - Herophydrus
  - Hydrocolus
  - Hydroglyphus
    - Gelbbrauner Zwergschwimmer (Hydroglyphus pusillus)

  - Hydroporus
    - Sechsfleckiger Zwergschwimmer (Hydroporus palustris)

  - Hydrovatus
  - Hygrotus
  - Hyphydrus
    - Glatter Kugelschwimmer (Hyphydrus ovatus)

  - Iberoporus
  - Laccornis
  - Metaporus
  - Methles
  - Nebrioporus
  - Oreodytes
  - Porhydrus
  - Rhithrodytes
  - Scarodytes
    - Scarodytes halensis

  - Siettitia
  - Stictonectes
    - Stictonectes optatus
    - Stictonectes abellani

  - Stictotarsus
  - Suphrodytes
  - Yola
- Laccophilinae
  - Laccophilus
    - Grundschwimmer (Laccophilus minutus)